# Rahul Khanna
Rahul Khanna (ur. 20 czerwca 1972 w Mumbaju) – bollywoodzki aktor, nagrodzony za debiut w Ziemia w reżyserii Deepa Mehta Nagrodą Filmfare za Najlepszy Debiut.
Jest synem popularnego w Indiach aktora Vinod Khanna i bratem sławnego Akshaye Khanna.
Jest też video jockeyem w MTV India.

## Filmografia
1. Zakochani rywale (2007) – Remo
2. Elaan (2005) – Karan 'Bunty' K. Shah
3. The Emperor's Club (2002) – Deepak Mehta
4. Bollywood/Hollywood (2002) – Rahul Seth
5. 3 A.M. (2001) – Morris
6. Bawandar (2000) – Ravi
7. Ziemia (1998) – Hassan, the Masseur